# Toppede Hollændere
|  | "Hollænder" kan have flere betydninger, se Hollænder |
Toppede Hollændere (nederlandsk: Hollandse Kuifhoen) er en hønserace, der stammer fra Holland.
Hanen vejer 2 kg og hønen vejer 1,5 kg. De lægger hvide æg à 45-50 gram. Racen findes også i dværgform.
I dværg vejer hanen 900 g og hønen vejer 700 g. De lægger også vide æg på 39 g

## Farvevariationer
- Hvid hvidtoppet
- Sort hvidtoppet